# Василлєво (Псковська область)
Василлєво (рос. Васильево) — присілок в Палкінському районі Псковської області Російської Федерації.
Населення становить 140 осіб. Входить до складу муніципального утворення Палкінська волость.

## Історія
Від 2015 року входить до складу муніципального утворення Палкінська волость.

## Населення
| 2001 | 2002 | 2010 | 2014 | 2015 | 2016 |
| ---- | ---- | ---- | ---- | ---- | ---- |
| 170  | ↘165 | ↘137 | ↗143 | →143 | ↘140 |